# Dean Wareham
Dean Wareham (Wellington, Nueva Zelanda, 1 de agosto de 1963) es un músico estadounidense de origen neozelandés, integrante de la banda seminal Galaxie 500, así como de Luna y Dean & Britta. 

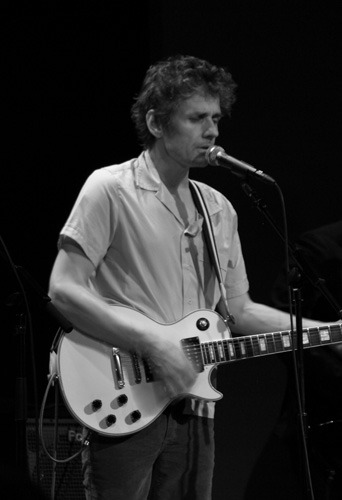
Dean Wareham

## Galaxie 500
Wareham estudió en la universidad de Harvard, donde conoció al batería Damon Krukowski y a la bajista Naomi Yang. Con ellos formó Galaxie 500, grupo de dream pop que consiguió convertirse en un referente dentro de la historia de la música alternativa por su sonido simple pero original, creando atmósferas muy particulares. Galaxie 500 firmó con la discográfica independiente Rough Trade, y fueron producidos por un importante Mark Kramer.
Dean Wareham dejó Galaxie 500 en 1991, forzando la desintregración del grupo, y la creación de los grupos Luna (Dean Wareham) y Damon & Naomi.

## Luna
Dean Wareham fundó Luna en 1991, con Stanley Demenski y Justin Harwood. Esta formación sufrió numerosos cambios durante la vida del grupo. El éxito de Luna fue considerable, aunque inferior al de Galaxie 500. Aun así, Penthouse, su tercer disco, es considerado un álbum fundamental y la perfección de su sonido. Luna rompieron en 2005, y Dean Wareham se unió entonces a Britta Phillips, bajista de Luna (y su actual esposa) en su última formación, para publicar dos álbumes y numerosas bandas sonoras bajo el nombre de Dean & Britta.